# Luigi Conti
Luigi Conti (Ceprano, 2 de marzo de 1929 – Viterbo, 5 de diciembre de 2015) fue un prelado italiano de la Iglesia católica que dedicó su vida al servicio diplomático de la Santa Sede. Tuvo el título de arzobispo y el rango de nuncio desde 1975.

## Biografía
Conti nació el 2 de marzo de 1929 en Ceprano, Provincia de Frosinone. Fue ordenado sacerdote de la diócesis de Frosinone-Veroli-Ferentino el 29 de septiembre de 1954. Se preparó en la carrera diplomática en la Academia Pontificia Eclesiástica.
Sus primeros servicios diplomáticos fueron en Indonesia, Venezuela, Bélgica y Francia. En 1971 fue designado observador permanente de la Santa Sede en la Unesco en París.
El 1 de agosto de 1975, el papa Pablo VI lo nombra nuncio apostólico en Haití, delegado apostólico en las Antillas y arzobispo titular de la Gratiana. Recibió la consagración episcopal del cardenal Jean-Marie Villot el 5 de octubre. Defendió su residencia recién construida cuando fue criticado por su extravagancia por el cardenal Aloisio Lorscheider y otros prelados que la vieron cuando asistían a una conferencia de obispos latinoamericanos en Puerto Príncipe. (La estructura sobrevivió al terremoto de Haití de 2010.) Continuó como nuncio en Haití cuando Paul Fouad Tabet lo reemplazó como delegado de las Antillas el 9 de febrero de 1980.
El 19 de noviembre de 1983, fue nombrado pro-nuncio apostólico en Irak y Kuwait. El 17 de enero de 1987, fue nombrado nuncio apostólico en Ecuador. El 12 de abril de 1991 fue nombrado nuncio apostólico en Honduras.
El 15 de mayo de 1999, ocupó el cargo de nuncio apostólico en Turquía y Turkmenistán. Mientras ocupaba este cargo, el papa Juan Pablo II le hizo representante papal de referencia en el genocidio armenio. Dos años después, fue nombrado nuncio apostólico en Malta y Libia.
Se retiró el 5 de junio de 2003. Murió el 5 de diciembre de 2015.